# Hapten
Haptén je molekula z majhno molekulsko maso, ki lahko sproži imunski odziv s protitelesi (za razliko od pravega antigena) šele po vezavi na beljakovine. Lahko so organskega ali anorganskega izvora.
Prvi odkriti hapteni so bili anilin in njegovi karboksilni derivati (o-, m- in p-aminobenzojska kislina).